# 博韦区
博韦区（法語：Arrondissement de Beauvais）是法国瓦兹省所辖的一个区。总面积2100平方公里，总人口229920，人口密度109人/平方公里（2017年）。主要城镇为博韦。

## 辖区
博韦区辖有252个市镇。